# Elsker, elsker ikke (leg)
 For alternative betydninger, se Elsker, elsker ikke. (Se også artikler, som begynder med Elsker, elsker ikke)
Elsker, elsker ikke er en leg ofte leget af personer, der er i tvivl om noget.  
I legen indgår en blomst (af hvilken som helst art) og én person. Hvis personen er i tvivl om han elsker eller ikke elsker en anden person eller et dyr, så trækker personen ét kronblad af af gangen, mens personen skiftevis siger "Elsker" og "Elsker ikke" for hvert blad. Det udtryk blomsten ender på, afgør personens endelig valg. 
Legen kan selvfølgelig også bruges til andet, f.eks. om man skal købe en bestemt ting eller ej, om man skal gå i skole eller pjække osv.